# Lacs Motro
Les lacs Motro font partie des Lacs d'Ounianga entre les massifs du Tibesti et de l'Ennedi, au Tchad.